# Frank Shuman

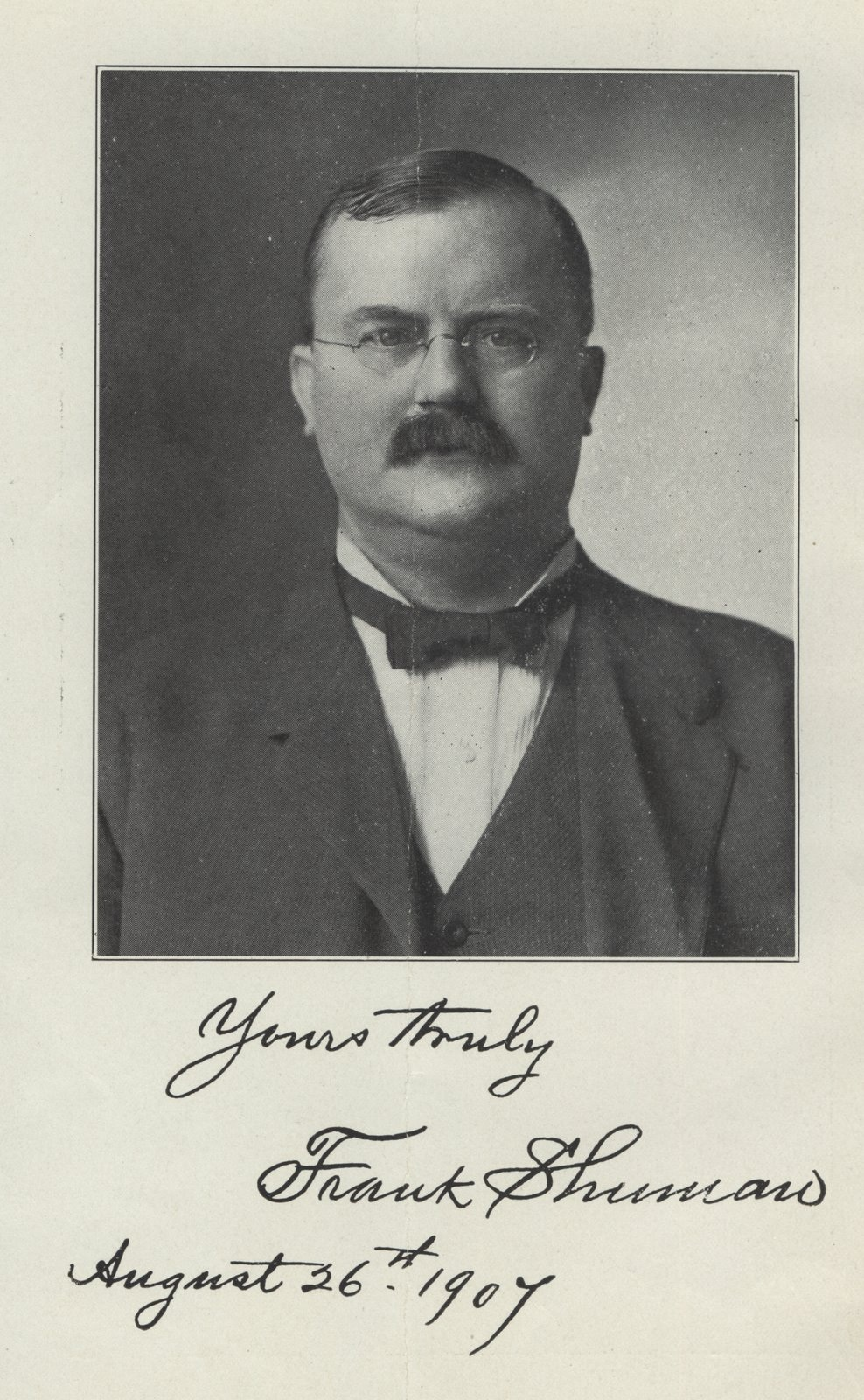
Frank Shumann

Frank Shuman (* 23. Januar 1862 in Brooklyn, New York; † 28. April 1918 in Tacony bei Philadelphia) war ein US-amerikanischer Erfinder.

## Leben und Werk
Seine Großeltern waren deutsche Immigranten aus Thüringen oder Sachsen. Sein Vater war ein Bruder von Francis Schumann (1844–1911), dem Präsidenten der Tacony Iron & Metal Company.
Er graduierte am Lafayette College und begann im Alter von 18 Jahren in West Virginia als Chemiker in der Firma von Victor Gustav Bloede.
1891 kam er nach Tacony, um seinen Onkel Francis bei der eisernen Statue von William Penn für den Turm der Philadelphia City Hall zu unterstützen.
1892 entwickelte er eine praktikable Methode zur Herstellung von Drahtglas und gründete die American Wire Glass Manufacturing Company in Tacony.
Am 20. August 1897 oder 1907 demonstrierte er seine First practical solar engine, eine mit solar erwärmtem Ether betriebene Spielzeug-Dampfmaschine. 1908 gründete er die Sun Power Company, um größere Anlagen zu bauen. Er entwickelte eine Niederdruck-Dampfturbine. 1912 bis Juli 1913 baute er in Maadi in Ägypten, etwa 25 km südlich von Kairo, das erste Parabolrinnenkraftwerk. Charles Boys, der seinen Entwurf kritisiert hatte, engagierte er als Berater. Die Maschine hatte eine Leistung von etwa 60 PS und pumpte Nilwasser in Baumwollfelder.
Kurz vor dem Beginn des Ersten Weltkriegs stellte Shuman sein Projekt dem Deutschen Reichstag vor. Daraufhin wurden ihm 200.000 Mark in Aussicht gestellt, um in Deutsch-Ostafrika eine Solaranlage zu errichten. Der Kriegsausbruch vereitelte jedoch den Plan.
Er erlag zuhause einem Herzinfarkt.

## Würdigung
Zur 11. International Cairo Biennale 2008/09 für zeitgenössische Kunst wurde Shumans Solarprojekt von dem Schweizer Künstlerduo Christina Hemauer und Roman Keller wiederentdeckt. Ihr Schweizer Beitrag zur Biennale trug den Titel No1 Sun Engine. Er bestand aus zwei Teilen: Zum einen wurden für die Ausstellung zwei Segmente des Solarkraftwerks nachgebaut. Zum anderen befand sich am ehemaligen Standort in Maadi ein Informationskiosk. Auf die Dorfmauer dahinter wurde folgendes Zitat in arabischer und englischer Sprache gemalt:

“[...] One thing I feel sure of, and that is that the human race must finally utilize direct sun power or revert to barbarism.”